# おおぞら台CATV設備
おおぞら台CATV設備は、広島県東広島市にある団地内のテレビ共同受信設備（ケーブルテレビ）。
運営は地元の不動産デベロッパーである日経地所によったが、共立ハウジングに移管された。管理は当初より中国綜合管理センターに委託されている。
2010年現在、団地内の各戸でUHFアンテナが立てられつつあり、地デジ化には対応しない模様。

## サービスエリア
- 広島県東広島市高屋町小谷（おおぞら台）

## 主な放送チャンネル

### テレビ局
| アナログ | デジタル | 放送局           |
| -------- | -------- | ---------------- |
| 1        |          | NHK広島総合      |
| 7        |          | NHK広島教育      |
| 10       |          | 中国放送         |
| 12       |          | 広島テレビ       |
| 9        |          | 広島ホームテレビ |
| 6        |          | テレビ新広島     |
| 3        |          | NHKBS1           |
| 4        |          | NHKBS2           |

### ラジオ局
| MHz  | 放送局    |
| ---- | --------- |
| 77.1 | HFM       |
| 84.8 | NHK広島FM |